# Fiat 603
Le Fiat 603 est un châssis pour camion léger civil lancé en 1925 par le constructeur italien Fiat V.I..
Fabriqué de 1925 à 1929, il sera utilisé pour plusieurs fonctions distincts :
- camion traditionnel,
- camion de nettoyage urbain avec balayeuse intégrée, une grande nouveauté dans le monde des transports,
- torpedo autobus pouvant accueillir 16 passagers.

Constitué d'un châssis traditionnel au format 4x2, il est équipé du moteur Fiat 107, un 4 cylindres essence de 2.296 cm3 de cylindrée.
Cette motorisation s'avèrera suffisante pour l'équipement en balayeuse mais sera vite modifiée pour la version transport en commun. La version 603 "Torpedone" sera remplacée en 1926 par la version 603S. 
Un modèle similaire mais reposant sur le châssis de la Fiat 512, plus puissant et d'une charge totale plus importante était proposé sous le nom de Fiat 605
Avec la version 603S, Fiat Bus équipe ce modèle d'un moteur type 112, un 6 cylindres en ligne essence développant 46 Ch à 4.600 tr/min. Sa capacité de transport sera homologuée pour 23 passagers assis. Il restera au catalogue jusqu'en fin d'année 1929, date à laquelle il sera remplacé par la Fiat 614.

## Les véhicules légers Fiat V.I. entre 1920 et 1930
| Modèle           | Type                                | Années de production | Type moteur     | Cylindrée | Puissance CV DIN | PTC en tonnes |
| ---------------- | ----------------------------------- | -------------------- | --------------- | --------- | ---------------- | ------------- |
| Fiat 502F        | Fourgonnette, Châssis               | 1923 - 1926          | Fiat 101        | 1.460     | 23               | 0,8           |
| Fiat 503F        | Fourgonnette, Châssis               | 1926 - 1928          | Fiat 103        | 1.460     | 27               | 0,8           |
| Fiat 505F        | Fourgonnette, Châssis               | 1923 - 1926          | Fiat 105        | 2.297     | 33               | 1,2           |
| Fiat 507F        | Fourgonnette, Châssis               | 1927 - 1928          | Fiat 107        | 2.297     | 35               | 1,5           |
| Fiat 603 / 603 F | Camion, Châssis, Autobus            | 1925 - 1929          | Fiat 107        | 2.297     | 35               | 2,0           |
| Fiat 603 S       | Autobus                             | 1925 - 1926          | Fiat 112        | 3.446     | 46               | 23 places     |
| Fiat 605         | Camion, Châssis, Autobus            | 1926 - 1929          | Fiat 112        | 3.446     | 46               | 2,7           |
| 605 S            | Autobus                             | 1927 - 1929          | Fiat 125        | 3.739     | 68,5             | 27 places     |
| Fiat 614         | Petit camion sur base 514 - Châssis | 1930 - 1934          | Fiat 114        | 1.438     | 28               | 1,0           |
| Fiat 621 RL      | Châssis autobus                     | 1930 - 1939          | Fiat 122A       | 2.516     | 45               | 19 places     |
| Fiat 621RN       | Autobus                             | 1934 - 1939          | Fiat 324 Diesel | 4.581     | 53               | 27 places     |